# Štefanja Gora
Štefanja Gora je razložena vas v Občini Cerklje na Gorenjskem. Sestavljata jo gručasta zaselka Zgornja Štefanja vas in Spodnja Štefanja vas. Zahodno od vasi se na istoimenskem hribu Štefanja gora (748 mnm) nahaja cerkev sv. Štefana iz leta 1805, izpred katere se nudi lep pogled na Ljubljansko kotlino.